# العلاقات الأسترالية الكينية
العلاقات الأسترالية الكينية هي العلاقات الثنائية التي تجمع بين أستراليا وكينيا.

## مقارنة بين البلدين
هذه مقارنة عامة ومرجعية للدولتين:
| وجه المقارنة                                              | أستراليا                                   | كينيا                         |
| --------------------------------------------------------- | ------------------------------------------ | ----------------------------- |
| المساحة (كم2)                                             | 7.69 مليون                                 | 581.31 ألف                    |
| عدد السكان (نسمة)                                         | 24.51 مليون                                | 48.47 مليون                   |
| الكثافة السكانية (ن./كم²)                                 | 3.19                                       | 83.38                         |
| العاصمة                                                   | كانبرا، ملبورن                             | نيروبي                        |
| اللغة الرسمية                                             | لغة إنجليزية                               | اللغة السواحلية، لغة إنجليزية |
| العملة                                                    | دولار أسترالي، جنيه إسترليني، جنيه أسترالي | شيلينغ كيني                   |
| الناتج المحلي الإجمالي (بليون دولار)                      | 1.32 تريليون                               | 74.94 مليار                   |
| الناتج المحلي الإجمالي (تعادل القوة الشرائية) بليون دولار | 1.10 تريليون                               | 142.24 مليار                  |
| الناتج المحلي الإجمالي الاسمي للفرد دولار أمريكي          | 56.31 ألف                                  | 1.38 ألف                      |
| الناتج المحلي الإجمالي للفرد دولار أمريكي                 | 45.92 ألف                                  | 2.95 ألف                      |
| مؤشر التنمية البشرية                                      | 0.939                                      | 0.548                         |
| رمز المكالمات الدولي                                      | +61                                        | +254                          |
| رمز الإنترنت                                              | .au                                        | .ke                           |
| المنطقة الزمنية                                           |                                            | ت ع م+03:00                   |

## منظمات دولية مشتركة
يشترك البلدان في عضوية مجموعة من المنظمات الدولية، منها:
| علم المنظمة | اسم المنظمة                               | تاريخ انضمام أستراليا | تاريخ انضمام كينيا |
| ----------- | ----------------------------------------- | --------------------- | ------------------ |
|             | يونسكو                                    | 4 نوفمبر 1946         | 7 أبريل 1964       |
|             | الفريق المعني برصد الأرض                  | ?                     | ?                  |
|             | مؤسسة التمويل الدولية                     | 20 يوليو 1956         | 3 فبراير 1964      |
|             | المركز الدولي لتسوية المنازعات الاستشارية | 1 يونيو 1991          | 2 فبراير 1967      |
|             | منظمة حظر الأسلحة الكيميائية              | ?                     | ?                  |
|             | مؤسسة التنمية الدولية                     | 24 سبتمبر 1960        | 3 فبراير 1964      |
|             | منظمة التجارة العالمية                    | ?                     | 1995               |
|             | وكالة ضمان الاستثمار متعدد الأطراف        | 10 فبراير 1999        | 28 نوفمبر 1988     |
|             | الاتحاد البريدي العالمي                   | ?                     | ?                  |
|             | الاتحاد الدولي للاتصالات                  | 27 مايو 1878          | 11 أبريل 1964      |
|             | منظمة الشرطة الجنائية الدولية             | ?                     | ?                  |
|             | الأمم المتحدة                             | 1 نوفمبر 1945         | 16 ديسمبر 1963     |
|             | البنك الدولي للإنشاء والتعمير             | 5 أغسطس 1947          | 3 فبراير 1964      |
|             | دول الكومنولث                             | ?                     | 12 ديسمبر 1963     |

## أعلام
هذه قائمة لبعض الشخصيات التي تربطها علاقات بالبلدين:
- بروس كاماو (لاعب كرة قدم أسترالي، 28 مارس 1995 – )
- رشيد ماهازي (لاعب كرة قدم أسترالي، 20 أبريل 1992 – )
- مارك أوشينج (لاعب كرة قدم أسترالي، 9 ديسمبر 1996[27] – )

## وصلات خارجية
- موقع وزارة الخارجية الأسترالية
- موقع وزارة الخارجية الكينية